# Kosmologisk dekad
En kosmologisk dekad (CÐ) är en kosmologisk tidsperiod där varje dekad innebär en tiofaldigt längre tidsperiod än föregående förflutna tid med början vid Big Bang. CÐ är en logaritmisk skala och kan mätas i sekunder eller år. På samma sätt som begreppen ljusår och parsek används för att praktiskt och kompakt beskriva mycket stora måttenheter, används CÐ för att beskriva mycket långa tidsperioder.
Uttryckt som log(CÐ/sekund), upptar CÐ 1 tiden från 10 sekunder efter tideräkningens början till 99 sekunder. CÐ 100 upptar tiden 10100 till 10101 sekunder.
Uttryckt i som log(CÐ/år) delas universums tidsflöde upp i fem åldrar eller epoker:
| Epok            | CÐ          | Ålder i år          | Process |
| --------------- | ----------- | ------------------- | --- |
| Urtid           | −50 till +5 | 0 - 106 år          | Tiden från en plancktid efter Big Bang tills universum blev genomskinligt. |
| Stjärnrika eran | 6 till 14   | 106 - 1014 år       | Ljusstarka stjärnor och galaxer. Vi lever just nu mellan CÐ 10 och 11. |
| Eran av förfall | 15 till 37  | 1015 - 1037 år      | Stjärnor börjar falla sönder och lysa mindre intensivt. Universum består av stora mängder svarta hål, neutronstjärnor och vita dvärgar. Inga nya stjärnor bildas. |
| Svarta hål      | 38 till 99  | 1038 - 1099 år      | Endast svarta hål existerar i kosmos. Dessa avdunstar långsamt genom prinicpen om Hawkingstrålning. |
| Mörka Eran      | från 100    | 10100 år och framåt | Ingen sammanhängande materia existerar. Ensamma protoner, positroner och andra partiklar avlägsnar sig mer och mer från varandra. Långvågiga fotoner existerar som värme, vilket har gett upphov till uttrycket "universums värmedöd" (eng. "heat death of the universe"). |